# 森野萌
森野 萌（もりの めぐみ）は日本の漫画家。『デザート』（講談社）にて連載された『マイ・フェア・ネイバー』でデビュー。代表作である『おはよう、いばら姫』は「このマンガがすごい!2016」オンナ編で20位にランクインした。『花野井くんと恋の病』が第44回講談社漫画賞少女部門にノミネートされ、第45回講談社漫画賞少女部門を受賞した。同作は2024年にアニメ化された。

## 人物
子供のころ
子供のころから絵を描くのが好きだった。10歳ぐらいのときには、将来の夢は漫画家だった。『セーラームーン』のアニメや漫画が好きだった。漫画を描くようになったのは、兄の友達が描いていたから。
海外と洋館
子供のころ、親の仕事の関係で海外で暮らしていた。当時の経験により、洋館が好き。古い時代の庭園や異国の建物も好き。
デビューについて
漫画の初投稿をしたのは20歳のときで、少年誌だった。少年誌に投稿した理由は、兄の影響で少年漫画も昔からよく読んでいたため。その後、会社員をしながら同人誌を描いていたが、コミティアで『デザート』の出張編集部に持ち込んだのがデビューのきっかけ。『デザート』編集部を選んだ理由は『となりの怪物くん』のファンだったから。

## 作品リスト

### 漫画
- マイ・フェア・ネイバー（講談社『デザート』2013年10月号[6] - 2014年3月号） - 初連載。
- ダウト・ミー!（講談社『ザ・デザート』2014年7月号）
- おはよう、いばら姫（講談社『デザート』2015年1月号[7] - 2017年7月号[8]）
- 「となりの怪物くん」撮影現場ルポまんが（講談社『デザート』2018年2月号）
- 花野井くんと恋の病（講談社『デザート』2018年2月号 - 2025年9月号[9]）

### イラスト
- ライオンちゃんとチワワくん。（著：滝沢美空、KADOKAWA角川書店『角川ビーンズ文庫』刊、2016年12月1日発売、ISBN 978-4-04-105009-5）

### 書籍
全て講談社〈デザートKC〉より刊行。
- 『マイ・フェア・ネイバー』2014年2月24日発売[10]、ISBN 978-4-06-365766-1
  - 『新装版 マイ・フェア・ネイバー』2019年3月13日発売[11]、ISBN 978-4-06-514829-7
- 『おはよう、いばら姫』2015年 - 2017年、全6巻
- 『花野井くんと恋の病』2018年 - 、既刊17巻（2025年5月現在）

#### アンソロジー
- 溺愛vol.1 別フレ×デザートワンテーマコレクション[12] - 電子書籍限定配信。
  - 「花野井くんと恋の病」第1話収録。表紙も担当[注釈 1]。
- 溺愛vol.2 別フレ×デザートワンテーマコレクション[13] - 電子書籍限定配信。
  - 「花野井くんと恋の病」第2話収録。
- 溺愛vol.3 別フレ×デザートワンテーマコレクション[14] - 電子書籍限定配信。
  - 「花野井くんと恋の病」第3話収録。
- 溺愛vol.4 別フレ×デザートワンテーマコレクション[15] - 電子書籍限定配信。
  - 「花野井くんと恋の病」第4話収録。
- 溺愛vol.5 別フレ×デザートワンテーマコレクション[16] - 電子書籍限定配信。
  - 「花野井くんと恋の病」第5話収録。表紙も担当[注釈 2]。
- 溺愛vol.6 別フレ×デザートワンテーマコレクション[17] - 電子書籍限定配信。
  - 「花野井くんと恋の病」第6話収録。
- 溺愛vol.7 別フレ×デザートワンテーマコレクション[18] - 電子書籍限定配信。
  - 「花野井くんと恋の病」第7話収録。
- 溺愛vol.8 別フレ×デザートワンテーマコレクション[19] - 電子書籍限定配信。
  - 「花野井くんと恋の病」第8話収録。